# Josef Zander (Politiker)

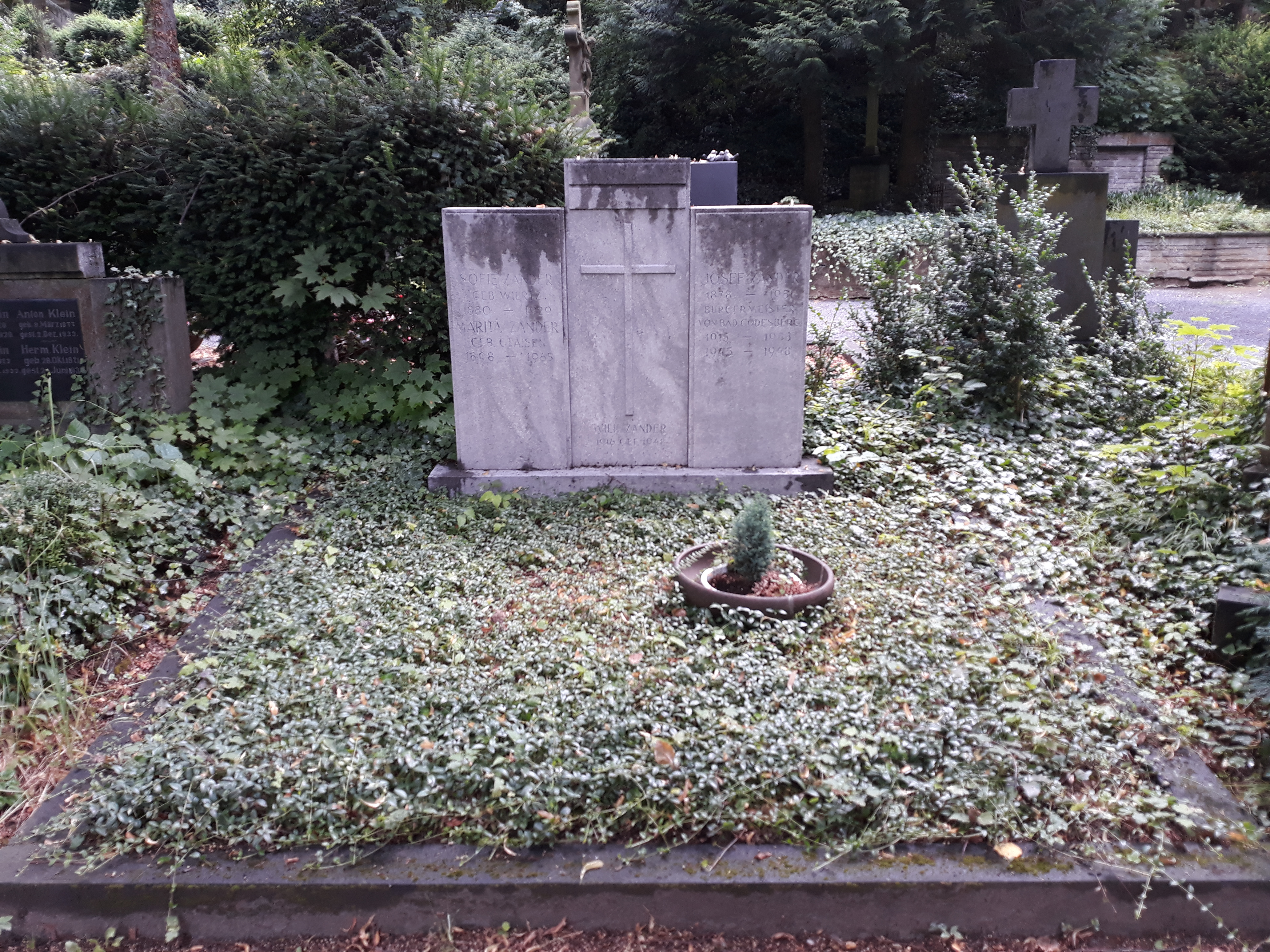
Das Grab von Josef Zander und seinen Ehefrauen Sofie geborene Wiertz und Marita geborene Claisen auf dem Burgfriedhof Bad Godesberg in Bonn

Wilhelm Josef Zander (* 20. März 1878 in Kinzweiler, Kreis Aachen; † 15. Februar 1951 in Bad Godesberg) war ein deutscher Politiker des Zentrum und Bürgermeister von Bad Godesberg.

## Leben und Beruf
In Kinzweiler aufgewachsen und zur Schule gegangen, war er von 1914 bis 1918 als Soldat im Ersten Weltkrieg. 1907 wurde er Bürgermeister der damaligen Stadt Zülpich, 1908 Vorsitzender des Zülpicher Geschichtsvereins. Bis 1915 blieb er im Amt. Im selben Jahr wurde er zum Bürgermeister von Godesberg berufen. Von 1919 bis 1922 war er Vorsitzender des Verschönerungsvereins Godesberg. 1920 erweiterte er den Verschönerungsverein zu einem „Verein für Heimatpflege“ und veranlasste als dessen Vereinsvorsitzender den Druck der „Geschichte Godesbergs“ von Professor Alfred Wiedemann. Sein Bemühen um den Titel „Bad“ für Godesberg wurde 1925 mit Erfolg gekrönt. In erster Ehe war er seit 1907 mit Sofie Wiertz verheiratet, die jedoch 1929 verstarb. Mit ihr hatte er 8 Kinder. 1931 heiratete er Marita Claisen (* 3. Oktober 1898; † 10. Juli 1965), mit der er 2 Kinder hatte. Während seiner Amtszeit bemühte er sich sehr darum, dass Godesberg Stadtrechte bekam, jedoch erst sein NSDAP-Nachfolger Heinrich Alef konnte die Früchte dieser Arbeit ernten.
Josef Zander wurde auf dem Burgfriedhof in Bad Godesberg beigesetzt.

## Politische Verfolgung im Nationalsozialismus
Zander war als Zentrumspolitiker und Katholik ein erklärter Gegner der Nazis. Bis zum März 1933 ging er öffentlich gegen die NSDAP vor und geriet danach so unter Druck, dass er „aus gesundheitlichen Gründen“ seinen Rücktritt einreichen musste. So wurde er am 13. März 1933 zwangsweise beurlaubt und, wie sein Parteifreund Joseph Roth, für einen Tag in „Schutzhaft“ genommen. In der Schulchronik der Burgschule steht dazu:

„Am Montag, den 13. März, wurde die nationale Revolution in Godesberg durchgeführt. Eine SA-Mannschaft (Sturmabteilung) besetzte das Rathaus und nötigte den Bürgermeister, die beiden besoldeten Beigeordneten und drei weitere Beamte, sich sofort „beurlauben“ zu lassen. Auch an der Burgschule erschien eine solche Abteilung von 20-30 Mann und veranlaßte, daß der Lehrer Roth sofort beurlaubt wurde, weil er in seiner Eigenschaft als Vorsitzender der Godesberger Zentrumspartei die Nationalsozialisten scharf bekämpft hatte.“

Ersetzt wurde er durch den Nationalsozialisten Heinrich Alef, der ab 14. März 1933 das Amt übernahm.

## Nach dem Krieg
Nach der Flucht von Alef und dem Zusammenbruch der NS-Herrschaft wurde er 1945 von der Militärregierung zum Bürgermeister der Stadt Bad Godesberg berufen. 1946 wurde er dann auch von der neuen Stadtvertretung zum politischen Bürgermeister gewählt und blieb bis 1948 in diesem Amt. Nach seiner Amtszeit blieb er politisch und kulturell aktiv. Von Krankheit geschwächt, verstarb er am 15. Februar 1951.

## Ehrungen
- 1947, 31. März: An seinem 40. Bürgermeisterjubiläum verlieh Bad Godesberg ihm das Ehrenbürgerrecht.
- 1948, 20. März: Die Universität Bonn ernannte ihn zum Ehrenbürger.
- 1951, 22. Oktober: In Bonn wurde die Zanderstraße nach ihm benannt.[4]

## Bücher
- Josef Zander: Persönliche Erinnerungen an Hubert Salentin. Ein Vortr., geh. bei d. Feier d. 25jähr. Bestehens d. städt. Heimatmuseums in Zülpich am 8. Okt. 1934; Volksblatt-Verl. 1935
- Josef Zander: Godesberger Kommunalpolitik in schwerer Zeit 1915–1933, Bad Godesberg 1949, Nachdruck 1991